# Ila (Georgia)
Ila ist eine City im Madison County im US-Bundesstaat Georgia mit 337 Einwohnern (Stand: 2010).

## Geographie
Ila liegt rund fünf Kilometer nordwestlich von Danielsville. Die nächsten größeren Städte sind Athens (20 Kilometer südlich) und Atlanta (120 Kilometer südwestlich).

## Geschichte
Ila wurde im Jahre 1910 gegründet.

## Demographische Daten
Laut der Volkszählung von 2010 verteilten sich die damaligen 337 Einwohner auf 133 bewohnte Haushalte, was einen Schnitt von 2,53 Personen pro Haushalt ergibt. Insgesamt bestehen 155 Haushalte. 
72,2 % der Haushalte waren Familienhaushalte (bestehend aus verheirateten Paaren mit oder ohne Nachkommen bzw. einem Elternteil mit Nachkomme) mit einer durchschnittlichen Größe von 3,03 Personen. In 33,1 % aller Haushalte lebten Kinder unter 18 Jahren sowie in 30,1 % aller Haushalte Personen mit mindestens 65 Jahren.
29,6 % der Bevölkerung waren jünger als 20 Jahre, 18,3 % waren 20 bis 39 Jahre alt, 29,0 % waren 40 bis 59 Jahre alt und 22,9 % waren mindestens 60 Jahre alt. Das mittlere Alter betrug 42 Jahre. 48,4 % der Bevölkerung waren männlich und 51,6 % weiblich.
92,3 % der Bevölkerung bezeichneten sich als Weiße und 4,2 % als Afroamerikaner. 3,6 % gaben die Angehörigkeit zu mehreren Ethnien an. 1,5 % der Bevölkerung bestand aus Hispanics oder Latinos.
Das durchschnittliche Jahreseinkommen pro Haushalt lag bei 44.167 USD, dabei lebten 21,4 % der Bevölkerung unter der Armutsgrenze.

## Verkehr
Ila wird von den Georgia State Routes 98 und 106 durchquert.
Der nächste Flughafen ist der rund 130 Kilometer südwestlich gelegene Hartsfield–Jackson Atlanta International Airport.